# 6753 Fursenko
6753 Fursenko è un asteroide della fascia principale. Scoperto nel 1974, presenta un'orbita caratterizzata da un semiasse maggiore pari a 2,2476938 UA e da un'eccentricità di 0,1389801, inclinata di 3,00150° rispetto all'eclittica.